# Свобода і солідарність
Свобода і солідарність (словац: Sloboda a Solidarita, САСКА; до 2023 — СіС) — словацька ліберальна правоцентристська політична партія, зареєстрована 27 лютого 2009 р. З березня 2024 р. її головою є Браніслав Ґрелінґ, до того від моменту заснування очільником був Ріхард Сулік. SaS безперервно представлена в Національній раді Словацької Республіки з 2010 року. Партія виступає за урізання привілеїв політиків і на підтримку легалізації одностатевих шлюбів та легких наркотиків.

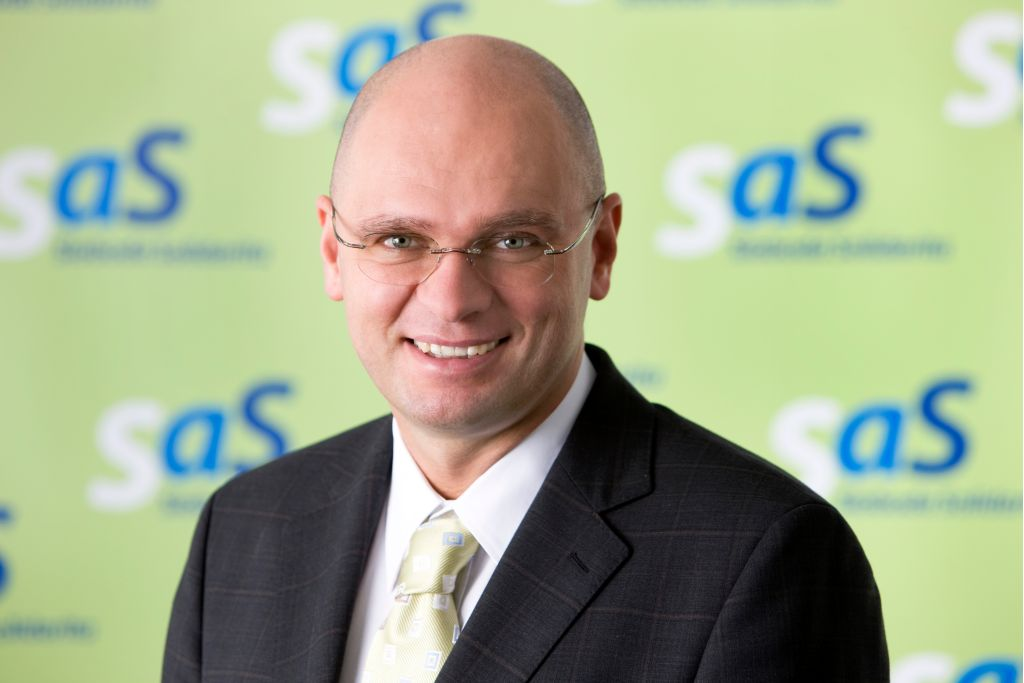
Ріхард Сулик

Партія була заснована 28 лютого 2009 року економістом Ріхардом Суликом, активно просувала в Словаччині систему пропорційного оподаткування (Сулик був спеціальним радником обох міністрів фінансів після 2002 року). На виборах до Європарламенту 2009 року партія в умовах рекордно низької явки отримала 39016 (4,71%) голосів і не змогла розраховувати на депутатські мандати. За останніми опитуваннями, перед парламентськими виборами 12 червня 2010 року партія могла розраховувати на 12,4% голосів. Таким чином, партія могла стати другою за представництвом у парламенті, однак на виборах вона отримала 307287 (12,14%) голосів і 22 депутатських мандата, сформувавши третю за величиною фракцію.
У 2009 році партія розгорнула кампанію з проведення «Референдуму-2009» з питань зменшення чисельності парламенту з 150 до 100 місць, зменшення привілеїв і витрат депутатів, лібералізації законодавства в галузі засобів масової інформації. Після формування в 2010 році коаліційного уряду за участю партії референдум був схвалений; він пройшов 18 вересня 2010. На парламентських виборах 2012 року партія отримала 5,88% голосів і 11 місць в парламенті.
Вищий орган— конгрес (Kongres), між конгресами — республіканська рада (republiková rada).

## Результати виборів

### Вибори до Національної ради
| Рік  | Голосів                                                                      | %         | Місць    | +/–  | Уряд     |
| ---- | ---------------------------------------------------------------------------- | --------- | -------- | ---- | -------- |
| 2010 | 307,287                                                                      | 12.1 (#3) | 22 / 120 | ▲ 22 | Коаліція |
| 2012 | 150,266                                                                      | 5.9 (#6)  | 11 / 120 | ▼ 11 | Опозиція |
| 2016 | 315,558                                                                      | 12.1 (#2) | 20 / 120 | ▲ 9  | Опозиція |
| 2016 | Ще місце кандидата від Громадянської консервативної партії у списку СіС      |           |          |      |          |
| 2020 | 179,246                                                                      | 6.2 (#5)  | 11 / 120 | ▼ 9  | Коаліція |
| 2020 | Ще два місця кандидатів від Громадянської консервативної партії у списку СіС |           |          |      |          |

### Вибори до Європарламенту
| Рік  | Голосів | %        | Місць  | +/– |
| ---- | ------- | -------- | ------ | --- |
| 2009 | 39,016  | 4.7 (#7) | 0 / 13 | ▬ 0 |
| 2014 | 37,376  | 6.7 (#7) | 1 / 13 | ▲ 1 |
| 2019 | 94,839  | 9.5 (#5) | 2 / 14 | ▲ 1 |

### Президентські вибори
| Рік  | Кандидат                      | Перший тур | Перший тур | Другий тур | Другий тур | Результат |
| Рік  | Кандидат                      | Голосів    | %          | Голосів    | %          | Результат |
| ---- | ----------------------------- | ---------- | ---------- | ---------- | ---------- | --------- |
| 2009 | Підтримали Івету Радічову     | 713,735    | 38.1       | 988,808    | 44.5       | Програла  |
| 2014 | Підтримали Радослава Прохазку | 403,548    | 21.3       |            |            | Програв   |
| 2019 | Підтримали Зузану Чапутову    | 870,415    | 40.5       | 1,056,582  | 58.4       | Перемогла |